# Carpinteria, Kalifornien
Carpinteria är en stad (city) i Santa Barbara County, i delstaten Kalifornien, USA. Enligt United States Census Bureau har staden en folkmängd på 13 135 invånare (2011) och en landarea på 6,7 km².